# Paul Lincke

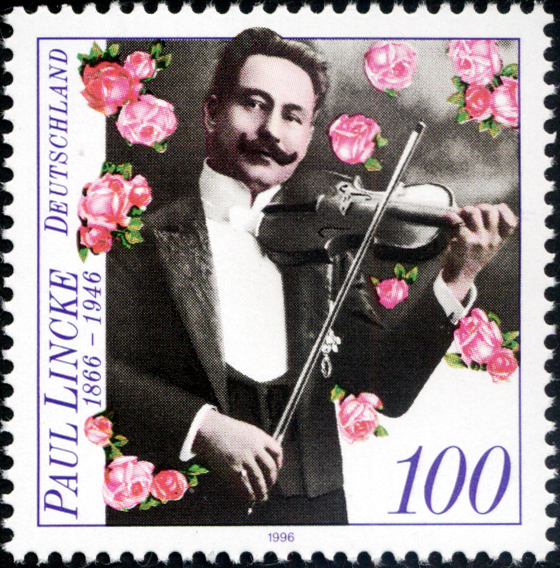
Paul Lincke német postabélyegen, 1996

Carl Emil Paul Lincke (Berlin, 1866. november 7. – Hahnenklee-Bockswiese, 1946. szeptember 3.) német zeneszerző és színházi karmester. „A berlini operett atyjá”-nak tartják. Ismert kompozíciói közé tartozik a Berliner Luft (Berlini levegő), Berlin nem hivatalos himnusza a Frau Luna (Holdasszony) című operettjéből és a Glühwürmchen-Idyll (Szentjánosbogár-idill) a Lysistrata című operettjéből.

## Korai évei
Lincke 1866. november 7-én született Berlin Jungfernbrücke kerületében, August Lincke bíró és felesége, Emilie fiaként. Édesapja több kisebb zenekarban hegedült, de amikor Paul mindössze ötéves volt, meghalt. Anyja három gyermekével az Adalbertstaßéra, majd később a Lausitzer Platzhoz közeli Eisenbahnstraßéra költözött.
Lincke korai zenei hajlama a katonazene felé mutatkozott. Édesanyja középiskolai tanulmányai elvégzése után Wittenbergébe küldte. Itt a Wittenberg City Bandben tanult Rudolf Kleinow fagottművész vezetése alatt. Tenorkürtön, dobon, zongorán és hegedűn is tanult játszani.

## Karrierje

### Előadás és korai kompozíciók
Ahelyett, hogy katonazenészként dolgozott volna, Lincke a berlini Centrál Színházban fagottosként kapott állást Adolf Ernst irányítása alatt. Egy év után csatlakozott az Ostend Színház zenekarához.
A szórakoztatás és a tánczene terén értékes tapasztalatokat szerzett a Königsstädtischen Színházban, a Belle-Alliance-Theaterben és a Parodie-Theaterben. Kísérte a vaudeville-műsorokat, és saját szerzeményeket komponált népszerű énekeseknek. Az ő Venus auf Erden (Venus a Földön) című, revüszerű egyfelvonásos darabját 1897-ben a Friedrichstraßei Apollo Színház mutatta be.

### AFrau Lunasikere
Paul Lincke két évig a leghíresebb európai vaudeville-házban, a párizsi Folies Bergère-ben dolgozott. Ezután új szerzeményekkel tért vissza az Apollo-Theaterbe, ahol 1899-ben óriási sikerrel a Frau Luná premierje volt. Ugyanebben az évben Im Reiche des Indra következett (Az Indra birodalmában), 1902-ben pedig a Lysistrata című operett. Ezek librettóit Heinrich Bolten-Baeckers írta.
1908-ban Paul Lincke a Metropol-Theater (Berlin-Mitte) vezető karmestere és zeneszerzője lett, amelynek látványos revüi a főváros legnagyobb vonzerejét jelentették.

### A náci rezsim és a második világháború idején

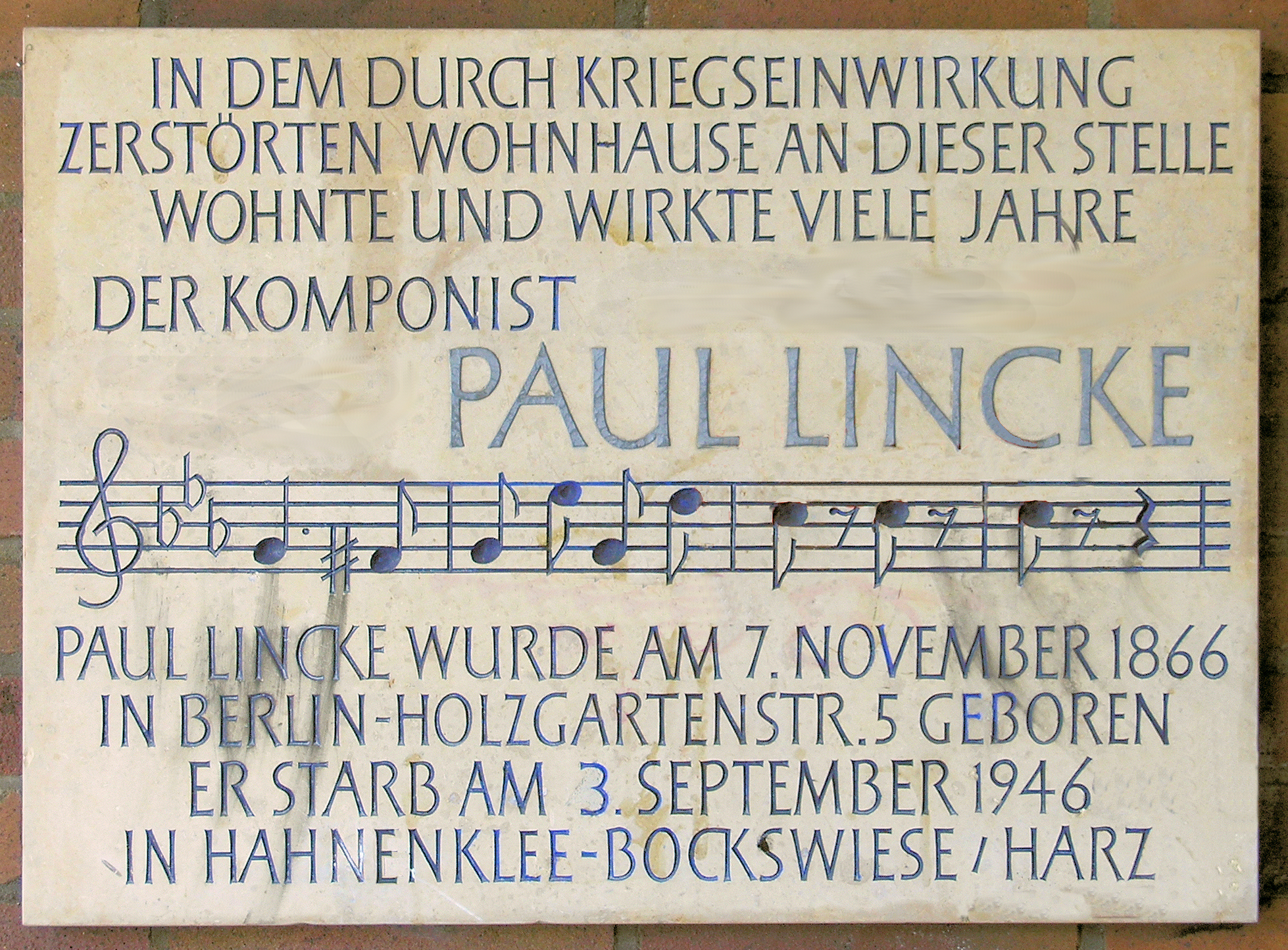
Emléktáblája a berlini Oranienstrasse 64. szám alatt. Szövege magyarul: „A háború következtében elpusztult házban ezen a helyen élt és dolgozott hosszú éveken át Paul Lincke zeneszerző, aki 1866. november 7-én született Berlinben, a Holzgarten St. 5. szám alatt; 1946. szeptember 3-án halt meg Hahnenklee-Bockswiese városában, a Harz-hegységben."

A nácik 1933-as hatalomra jutásával Lincke megőrizte pozícióját, és az új rezsim lelkesítette. 1937-ben szülővárosa Ezüst Becsületéremmel tüntették ki, 75. születésnapján Berlin díszpolgárává avatták.
Frau Luna című operettjét megfilmesítették Lizzi Waldmüller, Irene von Meyendorff és Georg Alexander főszereplésével, Theo Lingen rendezésében 1941-ben.
1943-ban Lincke a csehországi Marienbadban turnézott, hogy a Frau Lunát vezényelje, amelynek 1899-es első előadását ma már a berlini operett születésének tekintik. Távolléte alatt berlini házát és zenei kiadóját lebombázták.
A háború után Lincke vissza akart térni Berlinbe. Hiába törekedett arra, hogy megszerezze a szövetségesek jóváhagyását, amelyet őslakos berliniként akkoriban megköveteltek tőle. Egy amerikai, Pierce tábornok segítségével először a bajorországi Arzbergbe költözött házvezetőnőjével, Johanna Hildebrandttal, aki 35 évig dolgozott nála.
Lincke gyengélkedő egészségi állapotát rontotta az ottani éghajlat, és ismét Hahnenklee-be költözött. Nem sokkal 80. születésnapja előtt ott halt meg. Temetését is ott tartották, sírját ma is karbantartják.

## Magánélete
1885-ben a Grand Theatre zenekarában Lincke beleszeretett a 16 éves szubrett Anna Muellerbe, akit egy évvel később feleségül vett. Felesége később Anna Müller-Lincke néven diadalmaskodott a berlini közönség előtt.
1901-ben Lincke elvált Annától, s ugyanebben az évben megismerkedett egy fiatal színésznővel, aki Ellen Sousa művésznéven volt ismert. A Friedrich-Wilhelmstädtischen Színházban játszott, és az első pillanattól kezdve elvarázsolta Linckét. Sousa először visszautasította udvarlását, de Lincke kitartó volt. Néhány héten belül meglátogatta az otthonát, és mélyen ragaszkodó kapcsolat alakult ki közöttük, ami ahhoz vezetett, hogy felkérte a Frau Luna címszerepére az Apollo Színházban. Sousa remélte, hogy a kapcsolat fellendíti a karrierjét, de nem így történt. Terhes lett, és fia születése előtt elhagyta a színpadot. Lincke most azt követelte, hogy Sousa teljesítse anyai kötelességeit, és hagyja el a színpadi munkát. Három hónappal később azonban Sousa ismét a Frau Luna énekelte az Apollónál.
Lincke házasságot ajánlott Ellen Sousának, cserébe azért, hogy elhagyja a színpadot. A nő felmondási időt követelt, hogy átgondolja új szerepét, feleség és anyaként. Lincke egy újabb sikerhullámot ért meg Párizsban, aminek következtében sok éjszakát töltött kint a társasági színtéren, így Sousa otthon maradt, hogy teljesítse anyai kötelezettségeit. Lincke ekkor nyomást gyakorolt rá, hogy válasszon közte vagy a színpadra való visszatérés között. Tíz napot adott neki, hogy átgondolja a dolgot, amíg elhagyja a várost, ahol vendégszerepelt. Amikor hat nap után visszatért, Sousa és a gyerek már elköltözött.
Évekkel később Ellen Sousa feleségül ment egy nagykereskedőhöz, akit Drezdába követett, és aki Lincke ellenvetése nélkül örökbe fogadta fiát. Ezzel véget ért kapcsolata Ellen Sousával és fiával. Ezekből az eseményekből született a jól ismert hangszeres keringője, a Verschmähte Liebe (Elutasított szerelem).

## Öröksége
"Berliner Luft"

Probléma esetén lásd:Médiafájlok kezelése.
Lincke indulója, a Berliner Luft Berlin nem hivatalos himnusza lett. A Berlini Filharmonikusok egyik hagyományos ráadása. Az ária Lincke 1899-es, Frau Luna című operettjének 1922-es revíziójából származik, egy hőlégballonos holdutazásról szól, ahol prominens berliniek kalandos társasága találkozik Frau Lunával és udvarával. Az induló eredetileg Lincke 1904-es, kétfelvonásos Berliner Luft burleszkjéhez készült.
További Lincke-operettek közé tartozik az Im Reiche des Indra (Indra királyságában) és anLysistrata. Ez utóbbi tartalmazza a Das Glühwürmchen című dalt, amely angolul "The Glow-Worm". Eredetileg Lilla Cayley Robinson fordította angolra a 20. század elején, de az amerikai dalszövegíró, Johnny Mercer később kibővítette és alaposan átdolgozta szövegét. Az ő verziója 1952-ben a Mills Brothers slágere volt, és sokan mások is előadták azóta.
Lincke az 1997-es Titanic című filmben játszott esküvői tánc zenéjének is komponistája volt; a korábbi jelenetekben a hajó süllyedése közben és az étkezőben is azt játsszák.

## Válogatott operettjei
- Venus auf Erden (Berlin, 1897)
- Frau Luna (Berlin, 1899)
- Im Reiche des Indra (Berlin, 1899)
- Fräulein Loreley (Berlin, 1900)
- Lysistrata (Berlin, 1902)
- Nakiris Hochzeit, oder Der Stern von Siam (Berlin, 1902)
- Rosine hercegnő (Berlin, 1905)
- Casanova (Darmstadt, 1913)
- Ein Liebestraum (Hamburg, 1940)

## Fordítás
- Ez a szócikk részben vagy egészben  a   Paul Lincke című angol Wikipédia-szócikk ezen változatának fordításán alapul.  Az eredeti cikk szerkesztőit annak laptörténete sorolja fel. Ez a jelzés csupán a megfogalmazás eredetét és a szerzői jogokat jelzi, nem szolgál a cikkben szereplő információk forrásmegjelöléseként.